# Wada Takuya
Wada Takuya (和田 拓也, sinh ngày 28 tháng 7 năm 1990) là một cầu thủ bóng đá người Nhật Bản.

## Thống kê câu lạc bộ
Cập nhật đến ngày 23 tháng 2 năm 2016.
| Thành tích câu lạc bộ | Thành tích câu lạc bộ | Thành tích câu lạc bộ | Giải vô địch | Giải vô địch | Cúp                   | Cúp                   | Cúp Liên đoàn | Cúp Liên đoàn | Châu lục | Châu lục  | Tổng cộng | Tổng cộng |
| Mùa giải              | Câu lạc bộ            | Giải vô địch          | Số trận      | Bàn thắng    | Số trận               | Bàn thắng             | Số trận       | Bàn thắng     | Số trận  | Bàn thắng | Số trận   | Bàn thắng |
| Nhật Bản              | Nhật Bản              | Nhật Bản              | Giải vô địch | Giải vô địch | Cúp Hoàng đế Nhật Bản | Cúp Hoàng đế Nhật Bản | J. League Cup | J. League Cup | AFC      | AFC       | Tổng cộng | Tổng cộng |
| --------------------- | --------------------- | --------------------- | ------------ | ------------ | --------------------- | --------------------- | ------------- | ------------- | -------- | --------- | --------- | --------- |
| 2009                  | Tokyo Verdy           | J2 League             | 5            | 0            | 0                     | 0                     | -             | -             | -        | -         | 5         | 0         |
| 2010                  | Tokyo Verdy           | J2 League             | 10           | 0            | 0                     | 0                     | -             | -             | -        | -         | 10        | 0         |
| 2011                  | Tokyo Verdy           | J2 League             | 20           | 0            | 1                     | 0                     | -             | -             | -        | -         | 21        | 0         |
| 2012                  | Tokyo Verdy           | J2 League             | 39           | 0            | 2                     | 0                     | -             | -             | -        | -         | 41        | 0         |
| 2013                  | Vegalta Sendai        | J1 League             | 4            | 0            | -                     | -                     | 0             | 0             | 4        | 0         | 8         | 0         |
| 2013                  | Omiya Ardija          | J1 League             | 9            | 0            | 2                     | 0                     | -             | -             | -        | -         | 11        | 0         |
| 2014                  | Omiya Ardija          | J1 League             | 20           | 0            | 2                     | 0                     | 3             | 0             | -        | -         | 25        | 0         |
| 2015                  | Omiya Ardija          | J2 League             | 34           | 2            | 2                     | 0                     | -             | -             | -        | -         | 36        | 2         |
| Tổng                  | Tổng                  | Tổng                  | 141          | 2            | 9                     | 0                     | 3             | 0             | 4        | 0         | 157       | 2         |